# ナイケ・リベリ
ナイケ・リベリ（Naike Rivelli、1974年10月10日 - ）は、西ドイツ・ミュンヘン生まれのイタリアの女優。

## 略歴
母親はイタリア人女優のオルネラ・ムーティ。
クリスチャン・ディオールやエンポリオ・アルマーニのモデルとして活躍後、1998年から女優に転進。映画は1990年の日本未公開作品「Il viaggio di Capitan Fracassa」に母親のオルネラ・ムーティとの親子共演で既に出演していたが、女優転進後の翌1999年に本格的に映画デビューを飾る。
オルネラ・ムーティとはフランスのTVミニシリーズ『モンテ・クリスト伯』でも共演している。
2002年にTV映画『サイン・オブ・ゴッド』で共演したドイツ人俳優マヌウ・リボウスキー (Manou Lubowski) と結婚したが、2008年に離婚している。

## 出演作品
| 公開年 | 邦題 原題                                   | 役名               | 備考           |
| ------ | ------------------------------------------- | ------------------ | -------------- |
| 1998   | モンテ・クリスト伯 Le comte de Monte Cristo | 若き日のメルセデス | TVミニシリーズ |
| 2002   | サイン・オブ・ゴッド Das Jesus Video        | シャロン           | テレビ映画     |
| 2005   | カサノバ Casanova                           | 黒髪の美女         |                |
| 2009   | ファイナル・デス・ゲーム Open Graves        | エレーナ           |                |